# Nová synagoga v Liberci
Nová synagoga v Liberci, jednodušeji modlitebna, mediálně také označovaná jako Stavba smíření, stojí severně od radnice a divadla na místě Staré synagogy vypálené Němci za Křišťálové noci z 9. na 10. listopadu 1938. Stavba nové synagogy je organickou součástí Krajské vědecké knihovny. Zaujímá plochu 245 m2 a je první nově vystavěnou synagogou na území Česka od doby druhé světové války.

## Stavba synagogy
Prostranství po zničené původní synagoze sloužilo dlouhé roky jako parkoviště, a to až do výstavby Nové synagogy.  
Dne 16. prosince 1997 se uskutečnilo slavnostní symbolické položení základního kamene, čehož se účastnil předseda Senátu Petr Pithart a velvyslanec SRN Anton Rossbach, dále se zúčastnili velvyslanci Státu Izrael, Švýcarska, ministři Gruša a Talíř, pražský a zemský rabín Karol Efraim Sidon.
Prostor zničené synagogy je zvýrazněn na zemi vydlážděnou stopou obrysu v dlažbě náměstí před knihovnou. Tvarově vychází dispozice z poloviny Davidovy hvězdy. Ústředním prostorem této trojstranné dispozice je modlitebna, kolem které se vine sestupující rampa. Ta propojuje modlitebnu se společenskou částí a administrativní kanceláří místní židovské obce.
Na obvodovém plášti je vytesaný hebrejský nápis, Jonášova modlitba. Tóra se zachovala ze synagogy původní a je částečně poškozena ohněm. 
Modlitebna byla slavnostně otevřena 9. listopadu 2000, tedy symbolicky v den 62. výročí jejího vypálení.

## Fotogalerie

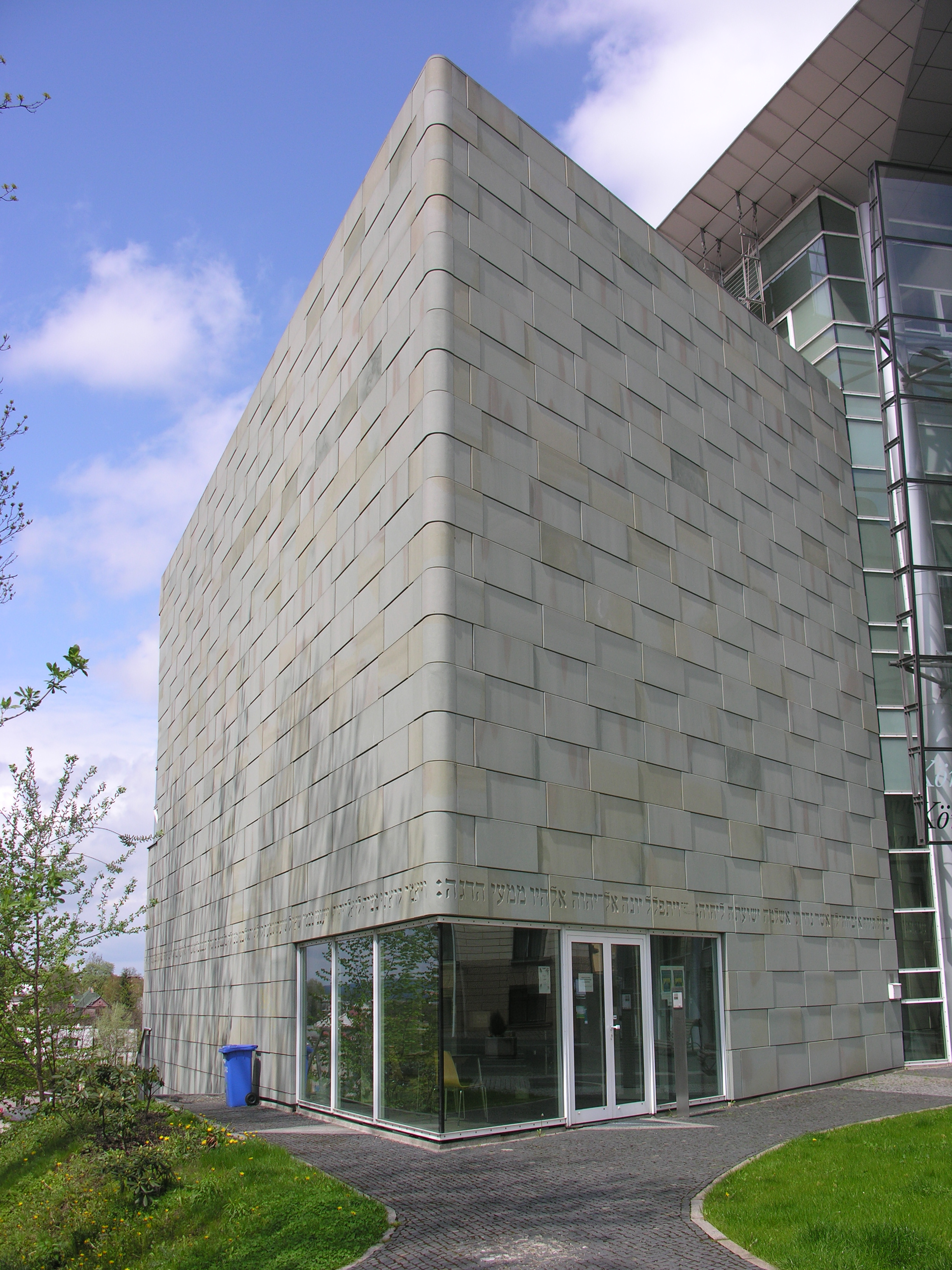
Vstupní parter
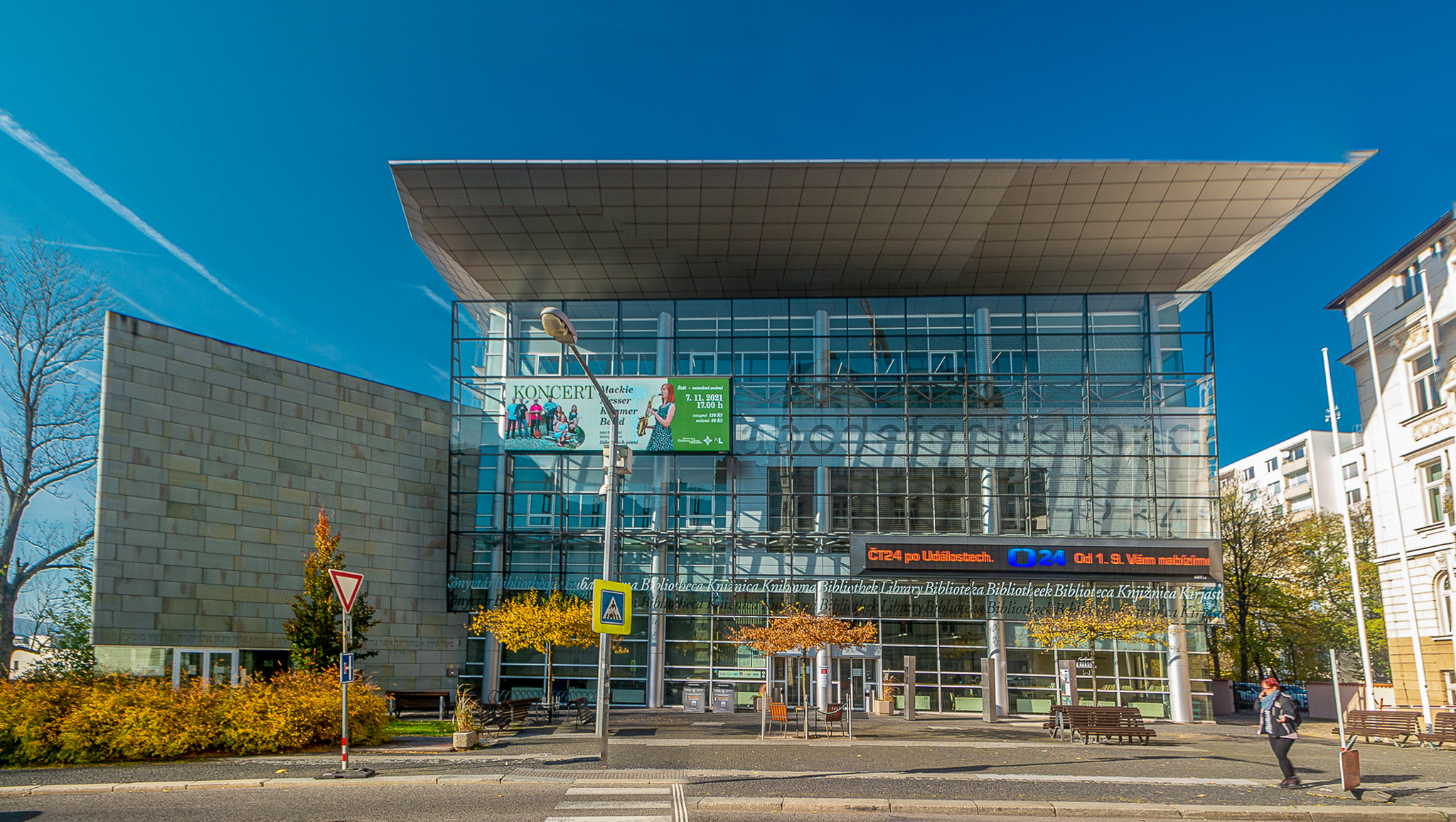
Synagoga v sousedství Krajské vědecké knihovny v Liberci